# Războiul porcului (1859)

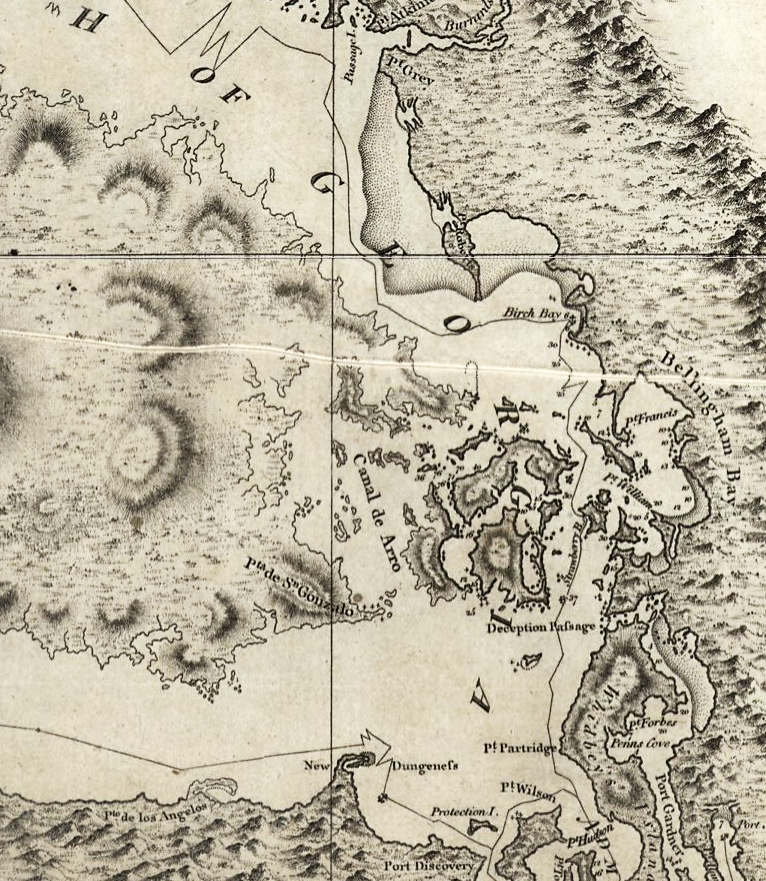
Harta Vancouverului din 1798, care arată o oarecare confuzie în vecinătatea sud-estului insulei Vancouver, a Insulelor Golfului și a strâmtorii Haro

Războiul Porcului a fost o confruntare din 1859 între Statele Unite și Regatul Unit la granița dintre Marea Britanie și SUA în Insulele San Juan, între Insula Vancouver (actuala Canada) și statul Washington . Războiul porcului, numit așa pentru că a fost declanșat de împușcarea unui porc, se mai numește și Episodul porcului, Războiul porcului și al cartofului, Disputa de la San Juan și Disputa de la Granița de Nord-Vest . În ciuda faptului că este numit „război”, nu au existat victime de nicio parte.